# 泓毅股份
安徽泓毅汽车技术股份有限公司（新三板：835302，简称：泓毅股份），是一家在中国新三板挂牌上市公司，公司总部位于安徽省芜湖市，主营业务包括汽车零部件的设计、研发、生产、加工、销售及管理咨询服务。
公司成立于2007年6月15日，2016年1月21日在全国中小企业股份转让系统挂牌上市，主办券商为兴业证券。
2018年，公司实现营业收入7.74亿元人民币，同比增长18.26%；实现净利润6299.24万元人民币，同比下降19.43%。